# Hans Bennich
Hans Hansson Bennich, född 23 december 1930, är en svensk medicinsk forskare. Han blev 1986 professor i molekylär immunologi vid Naturvetenskapliga forskningsrådet och invaldes 1989 till ledamot av Kungliga Vetenskapsakademien.
Bennich är erkänd som upptäckare av antikroppsklassen immunoglobulin E (IgE), en upptäckt som gjordes kring 1968–1969 tillsammans med S.G.O. Johansson och makarna Kimishige Ishizaka och Teruko Ishizaka.